# 454-й казачий кавалерийский полк
454-й казачий кавалерийский полк (нем. Kosaken Kavallerie-Regiment 454) — военное подразделение коллаборационистов вермахта, состоявшее из казаков.

## История
В Ставрополе весной 1942 года сформировали из добровольцев 1-й и 2-й казачьи конные дивизионы численностью около 700 человек каждый. Их подчинили 454-й дивизии безопасности генерала Гельмута Коха и использовали для борьбы с партизанами. В начале 1943 года дивизионы перебросили на фронт в районе реки Миус. Эскадроны объединили в 454-й казачий кавалерийский полк, который в свою очередь разделили на четыре эскадрона. Полк участвовал в наступательной операции «Блау», где понес потери. 8-25 апреля 1943 года в него временно ввели II/444 казачий кавалерийский дивизион, как IV/454 казачий конный эскадрон. После отступления был направлен для переформатирования в Млаву, откуда осенью 1943 переправили во Францию для борьбы с Движением Сопротивления и охраны Атлантического вала. В ноябре-декабре 1944 полк действовал в Эльзасе в подчинении 19-й армии Вермахта. У Понтарлье полк был окружен подразделениями свободной Франции и был преимущественно уничтожен. Незначительной части полка удалось вырваться из окружения и их приобщили к 360-му казачьему гренадерскому полку майора фон Рентельна. Два эскадрона, которые не попали в окружение, приобщили к Добровольческой кадровой дивизии генерала Вильгельма фон Геннинга. Из них сформировали II/454-й восточный конный дивизион (нем. Ost Reiter Abteilung II/454).